# Elena Cattaneo

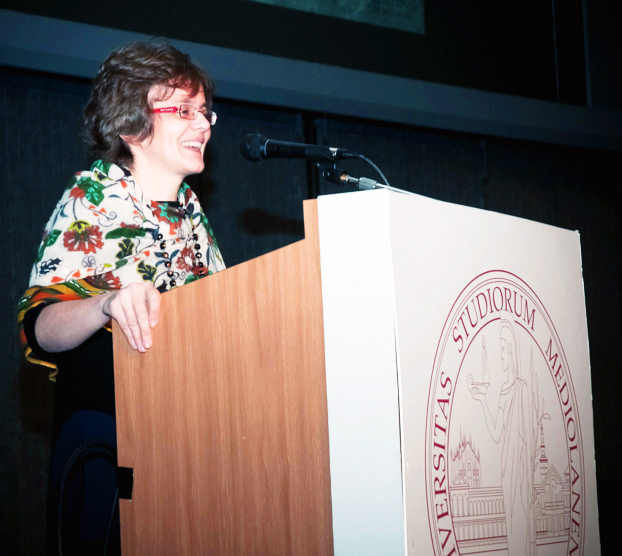
Elena Cattaneo

Elena Cattaneo (ur. 22 października 1962 w Mediolanie) – włoska neurobiolog, profesor farmakologii, nauczyciel akademicki, senator dożywotni.

## Życiorys
Ukończyła farmację na Uniwersytecie w Mediolanie, z którą to uczelnią związała się zawodowo. W 2003 uzyskała doktorat, a następnie profesurę. Przez kilka lat pracowała w Stanach Zjednoczonych na Massachusetts Institute of Technology. Po powrocie do kraju założyła i objęła funkcję dyrektora laboratorium biologii komórek macierzystych i farmakologii chorób neurodegeneracyjnych na wydziale nauk biologicznych Uniwersytetu w Mediolanie, zajmując się prowadzeniem badań nad chorobą Huntingtona.
30 sierpnia 2013 prezydent Giorgio Napolitano w uznaniu zasług naukowych mianował ją dożywotnim senatorem. Elena Cattaneo zasiadła wówczas w Senacie XVII kadencji.
Odznaczona Krzyżem Oficerskim Orderu Zasługi Republiki Włoskiej.